# Новинский сельсовет (Астраханская область)
Нови́нский сельсове́т — муниципальное образование в составе Володарского района Астраханской области, Российская Федерация. Административный центр — село Новинка. Численность населения — 1037 чел. (2021).

## Географическое положение
Муниципальное образование «Новинский сельсовет» с северо-запада граничит с МО «Тулугановский сельсовет», с востока — МО «Большемогойский сельсовет», юго-запада — МО «Алтынжарский сельсовет». Расстояние от областного центра г. Астрахань до села Новинка составляет 70 километров, от районного центра п. Володарский — 24 километра.
Граница сельсовета начинается от восточной стороны моста через реку Старая Рыча и проходит в северном направлении вдоль автодороги Астрахань — Зеленга до безымянного ерика, идёт по его середине на восток на протяжении 3030 м, далее по суходолу протяженностью 600 м и до реки Белый Ильмень, где поворачивает на юго-восток и идет по середине реки Белый Ильмень до реки Корневая, по её середине до ерика без названия на протяжении 2500 м, затем по его середине в юго-западном направлении до ерика Тазовский, по его середине до реки Тазовка, по её середине до ерика Тыгырман. Далее граница идет в юго-западном направлении по середине ерика Тыгырман до реки Бештуг, по её середине на северо-запад на протяжении 4900 м до безымянного ерика, по его середине на протяжении 250 м, затем идёт по суходолу в северо-западном направлении протяженностью 2500 м до бугра Долгий, далее по южному склону бугра Долгий на протяжении 1840 м до ерика без названия, затем идёт в северо-восточном направлении по середине ерика без названия протяженностью 1200 м, затем поворачивает в северо-западном направлении и проходит по суходолу протяженностью 460 м, пересекает канал, затем поворачивает в северо-восточном направлении и проходит по суходолу протяженностью 2050 м до ерика Тюлька, по его середине на протяжении 200 м до ерика без названия.

## История
В 1924 году основано село Новинка Карабирючинского сельсовета Архаровской волости Красноярского уезда, в июле 1925 года оно вошло в Бистюбинский сельский Совет Могойского района, в 1926 году перешло в Карабирючинский сельский совет Марфинского района, в 1931 году Володарского района, в 1944 году Зеленгинского района, в 1963 году Красноярского района. На основании решения облисполкома № 1046 от 08.01.1965 года территория Новинского сельского Совета переходит в ведение Володарского района.

## Население
| 2010  | 2012  | 2013  | 2014  | 2015  | 2016  | 2017  |
| ----- | ----- | ----- | ----- | ----- | ----- | ----- |
| 1153  | ↗1162 | ↗1167 | ↗1185 | ↘1179 | ↘1165 | ↘1160 |
| 2018  | 2019  | 2020  | 2021  |       |       |       |
| ↘1145 | ↘1138 | ↘1120 | ↘1037 |       |       |       |

## Состав
В состав поселения входят следующие населённые пункты:
| Населённый пункт      | Население, человек (2010) |
| --------------------- | ------------------------- |
| Новинка, село         | 1087                      |
| Корни, село           | 7                         |
| Старый Алтынжар, село | 93                        |

Формально к сельсовету относится село Кара-Бирюк с населением 0 человек.

## Хозяйство
На территории муниципального образования «Новинский сельсовет» ведут деятельность: Кооперативное хозяйство «Новинка» и 5 крестьянско-фермерских хозяйств. Поголовье крупного рогатого скота населения, проживающего на территории сельсовета составляет 897 голов. В 2011 году населением было сдано 43 тонны молока.

## Социальная сфера
На территории муниципального образования функционирует одна врачебная амбулатория Володарской ЦРБ. Функционирует школа МБОУ «Новинская СОШ» на 640 учеников, есть детский сад «Теремок» на 45 мест, действует филиал Володарской детско-юношеской спортивной школы, есть Дом культуры и сельская библиотека.